# Zakorenje
Zakorenje är en ort i Kroatien.   Den ligger i länet Slavonien, i den östra delen av landet, 130 km öster om huvudstaden Zagreb. Zakorenje ligger 193 meter över havet och antalet invånare är 205.
Terrängen runt Zakorenje är kuperad åt sydväst, men åt nordost är den platt. Runt Zakorenje är det ganska tätbefolkat, med 90 invånare per kvadratkilometer. Närmaste större samhälle är Požega, 10,3 km öster om Zakorenje. I omgivningarna runt Zakorenje växer i huvudsak lövfällande lövskog.